# Запуск пропагандистских воздушных шаров на Корейском полуострове
Запуск больших воздушных шаров между КНДР и РК — один из элементов холодной и информационной войны (пропаганды), используемый с 1950-х годов, а затем в 2000-х и 2020-х годах. Власти КНДР в основном посылают в РК всякие отходы и листовки — только за 28, 29 мая и 1 июня 2024 года КНДР послала 15 тонн мусора на тысячах шаров. Активисты РК запускают шары, к которым прикреплены пакеты с листовками, долларами, рисом, медикаментами, музыкой и видео на флешках.

## Хронология

### Предыстория
Со времён Корейской войны 1950-х годов обе Кореи запускали друг другу шары с листовками.

### 2000-е годы
В 2000 году, на первом Межкорейском саммите, Северная и Южная Кореи приняли официальное решение прекратить совершать поступки, направленные на идеологическое влияние на жителей другой страны. Несмотря на данное соглашение, как северокорейские перебежчики, так и южнокорейские христианские активисты продолжили запускать воздушные шары, к которым они прикрепляли корзины, нагруженные Библиями, медикаментами, радиоприемниками, накопителями с поп-музыкой и листовками. Совершалось это, по словам активистов, для того, чтобы можно было привести точку зрения, отличную от государственной пропаганды в КНДР.
С 2006 года перебежчик из КНДР Ли Джу Сон каждый год запускает из Южной Кореи шары с «посланиями доброй воли». За год его группа посылает около пяти миллионов листовок. Сам Ли, живя в Северной Корее, решил сбежать из КНДР после того, как увидел прилетевший шар, в котором было послание о побеге.

### 2010-е годы
КНДР в июле 2012 года послала шары с 16 000 листовками.
15 сентября 2012 года Ли Джу Сон запустил из Республики Кореи шесть шаров с «посланиями доброй воли» перед праздником корейского Дня благодарения и носки. По его словам: 

В сельской местности Севера острая нехватка носков, что приводит к обморожениям и гангрене в холодную погоду, что может привести к потере одной или обеих ног. Одну пару носков южнокорейского производства можно было бы продать на чёрном рынке Северной Кореи за достаточное количество кукурузы, чтобы прокормить северокорейского ребёнка в течение двух месяцев
Ли Мин Бок запускает в КНДР около 1500 шаров в год с прохристианскими листовками, радиоприемниками, деньгами, едой и лекарствами.
В октябре 2014 года из-за запущенных шаров случилась перестрелка между двумя странами.
19 января 2015 года северокорейские беженцы из группы «Борцы за свободную Северную Корею» запустили шары в КНДР с листовками и DVD на которых записан фильм «Интервью».
Мусор КНДР начали посылать минимум с 2016 года. Посланные в 2016 году из Северной Кореи шары повредили крышу дома и автомобиль.

### 2020-е годы
В декабре 2020 года Национальное собрание Республики Корея приняло закон, в соответствии с которым введена уголовная ответственность за действия по пересылке агитации в КНДР. По другим данным, он был принят в 2021 году. Закон был подвергнут критике. Впоследствии Верховный суд Республики Корея признал закон неконституционным и отменил его.
В июле 2022 года со стороны Республики Корея в КНДР также уже посылались воздушные шары, к которым были прикреплены 20 000 медицинских масок а также различная гуманитарная помощь. Это делалось на фоне появления в КНДР COVID-19.
В мае 2024 года активисты из Южной Кореи послали в Северную Корею 20 шаров с листовками, на которых было описание демократического общества Южной Кореи и критика властей КНДР, а также флешки с музыкой, которая запрещена в КНДР.
28 и 29 мая 2024 года Корейская Народно-Демократическая Республика запустила около 260 белых воздушных шаров с привязанным к ним мусором через границу в Республику Корея. Шары долетели до восьми провинций Южной Кореи. Акция получила продолжение и 1 июня 2024 года, когда КНДР послала новую партию из ещё сотни воздушных шаров с отходами. Содержание шаров, посланных Северной Кореей в Южную, включало навоз, туалетную бумагу, окурки, использованные батарейки и пластиковые бутылки. От шаров исходила вонь. Власти Южной Кореи попросили свое население делиться данными о перемещении шаров и воздержаться от того, чтобы приближаться к ним. Всего за 28, 29 мая и 1 июня 2024 года КНДР послали в Южную Корею тысячи шаров с отходами весом 15 тонн. Сестра главы КНДР Ким Ё Чжон считает отправку мусора её страной «свободой выражения мнений», а посланное Южной Кореей «политическими помоями».
3 июня 2024 года из-за мусорных шаров Совет национальной безопасности Южной Кореи принял решение временно прекратить действие пакта от 19 сентября 2018 года по уменьшению напряженности между двумя странами.
6 июня 2024 года активисты движения «Борцы за свободную Северную Корею» из Южной Кореи послали в КНДР десять воздушных шаров большого размера, наполненных 200 тысячами листовок, пятью тысячами USB-флешек с музыкой и двумя тысячами банкнот по доллару. Как заявили активисты: 

Враг народа Ким Чен Ын отправляет грязь и мусор народу Южной Кореи, а мы, перебежчики, отправляем нашим братьям в Северной Корее правду и любовь!